# Олдрич (тауншип, Миннесота)
Олдрич (англ. Aldrich) — тауншип в округе Уодина, Миннесота, США. На 2000 год его население составило 418 человек.

## География
По данным Бюро переписи населения США площадь тауншипа составляет 89,4 км², из которых 89,4 км² занимает суша, водоёмов нет.

## Демография
По данным переписи населения 2000 года здесь находились 418 человек, 151 домохозяйство и 117 семей.  Плотность населения —  4,7 чел./км².  На территории тауншипа расположено 164 постройки со средней плотностью 1,8 построек на один квадратный километр. Расовый состав населения: 97,37 % белых, 0,24 % коренных американцев, 1,20 % — других рас США и 1,20 % приходится на две или более других рас. Испанцы или латиноамериканцы любой расы составляли 2,15 % от популяции тауншипа.
Из 151 домохозяйства в 39,1 % воспитывались дети до 18 лет, в 70,9 % проживали супружеские пары, в 2,6 % проживали незамужние женщины и в 22,5 % домохозяйств проживали несемейные люди. 20,5 % домохозяйств состояли из одного человека, при том 8,6 % из — одиноких пожилых людей старше 65 лет. Средний размер домохозяйства — 2,77, а семьи — 3,15 человека.
29,7 % населения — младше 18 лет, 7,2 % — в возрасте от 18 до 24 лет, 25,4 % — от 25 до 44, 26,6 % — от 45 до 64, и 11,2 % — старше 65 лет. Средний возраст — 38 лет. На каждые 100 женщин приходилось 115,5 мужчин.  На каждые 100 женщин старше 18 приходилось 114,6 мужчин.
Средний годовой доход домохозяйства составлял 33 000 долларов, а средний годовой доход семьи —  34 531 доллар. Средний доход мужчин —  26 563  доллара, в то время как у женщин — 19 250. Доход на душу населения составил 13 335 долларов. За чертой бедности находились 8,6 % семей и 7,7 % всего населения тауншипа, из которых 4,5 % младше 18 и 7,0 % старше 65 лет.